# Rafał Selega
Rafał Selega (ur. 22 maja 1977, zm. 17 grudnia 2018 w Sosnowcu) – polski hokeista.

## Kariera
- Zagłębie Sosnowiec
- SMS „Orlęta” Sosnowiec (1995–1996)[1]
- Podhale Nowy Targ (1996–1997)
- KKH Katowice (1997–)
- Zagłębie Sosnowiec (2003/2004)

Wychowanek Zagłębia Sosnowiec. W barwach reprezentacji Polski do lat 18 uczestniczył w turniejach mistrzostw Europy juniorów w 1994 (Grupa A), 1995 (Grupa B). W barwach reprezentacji Polski do lat 20 uczestniczył w turnieju mistrzostw świata juniorów do lat 20 w 1995 (Grupa B), 1996, 1997 (Grupa B). Absolwent NLO SMS PZHL Sosnowiec z 1996. W latach 90. grał w Podhalu Nowy Targ. Przerwał karierę zawodniczą w 2000 (ostatnim klubem był KKH Katowice w drugiej połowie lat 90..) i podjął pracę w straży miejskiej; w 2003 wznowił karierę i grał w barwach Zagłębia Sosnowiec w l lidze w sezonie 2003/2004, kontynuując grę równolegle z pracą zawodową. 
Zmarł 17 grudnia 2018. Został pochowany na Cmentarzu Parafialnym przy ulicy Zuzanny w Sosnowcu 21 grudnia 2018.

## Sukcesy
Reprezentacyjne
- Awans do Grupy A mistrzostw świata juniorów do lat 20: 1996

Klubowe
- Złoty medal mistrzostw Polski: 2007 z Podhalem Nowy Targ
- Brązowy medal mistrzostw Polski: 1998 z KKH Katowice

Indywidualne
- Mistrzostwa Świata Juniorów w Hokeju na Lodzie 1996#Grupa B:
  - Pierwsze miejsce w klasyfikacji asystentów turnieju: 8 asyst[14]
  - Pierwsze miejsce w klasyfikacji kanadyjskiej turnieju: 12 punktów
  - Najlepszy napastnik turnieju